# Ступки (Новоселівська сільська громада)
Сту́пки —  село в Україні, у Новоселівській сільській громаді Полтавського району Полтавської області. Населення становить 47 осіб. До 2017 орган місцевого самоврядування — Нестеренківська сільська рада.

## Географія
Село Ступки знаходиться за 3 км від лівого берега річки Ворскла, за 1,5 км від сіл Березівка та Сусідки.

## Історія
12 червня 2020 року, відповідно до розпорядження Кабінету Міністрів України № 721-р «Про визначення адміністративних центрів та затвердження територій територіальних громад Полтавської області», село увійшло до складу Новоселівської сільської громади.
19 липня 2020 року, в результаті адміністративно - територіальної реформи та ліквідації Полтавського району(1925-2020), село увійшло до складу новоутвореного Полтавського району.